# Contrato con Dios (novela)
Contrato con Dios es una novela de Juan Gómez-Jurado publicada en España en 2007. Este thriller de aventuras ambientado en la actualidad se publicó en varios países del mundo con el título de "Contract to Paradise (Contrato al Paraíso)" y en muchos otros con el título original en España, convirtiéndose en un best-seller internacional junto a su novela anterior Espía de Dios, con la que comparte algunos de los personajes.

## Argumento y personajes
En 2007 el multimillonario de origen judío Raymond Kayn financia una expedición arqueológica secreta al desierto de Jordania para buscar en el monte Sinaí el Arca de la Alianza, que contiene en su interior las Tablas de la Ley, el "Contrato con Dios" firmado por Moisés. Le acompañan en su misión Andrea Otero, periodista española a la que se le ofrece la exclusiva mundial sobre los descubrimientos que se puedan realizar, y el padre Anthony Fowler, norteamericano, exmilitar y exagente de la CIA. Pero entre los integrantes de la expedición también se ha infiltrado el Mosad, los servicios secretos del Vaticano y un terrorista islámico, por lo que las posibilidades de que el Arca caiga en malas manos de multiplican.

### Personajes principales
- Padre Anthony Fowler: un misterioso sacerdote exagente de la CIA y de la Santa Alianza.
- Padre Albert: exhacker. Analista de sistemas de la CIA y enlace con la Agencia Vaticana.
- Fray Cesáreo: conservador de la sala de reliquias del Vaticano.
- Camilo Cirin: inspector general de la Vigilanza Vaticana.
- Andrea Otero: una periodista española del periódico El Globo.
- Raymond Kayn: multimillonario propietario de un holding empresarial.
- Jacob Russell: asistente ejecutivo de Raymond Kayn.